# Bodlínovití
Bodlínovití (Tenrecidae) je čeleď řádu afrosoricidi, dříve však byli řazeni k hmyzožravcům.

## Výskyt
Bodlíni jsou endemity Madagaskaru a Komorských ostrovů, kde žijí v počtu 21 druhů různých ekologických typů vzniklých adaptivní radiací.

## Popis
Některé druhy mají tělo zčásti kryté tuhými štětinami nebo i bodlinami a krátký nebo zcela chybějící ocas. Mnozí zástupci této skupiny poměrně obratně šplhají. Patří k nim zejména bodlín bezocasý (Tenrec ecaudatus), největší a nejznámější druh bodlína s tělem krytým štětinami, dále dva zástupci rodu Hemicentetes, na jejichž těle se střídají místa krytá štětinami a bodlinami a druhy s dokonalým bodlinatým krytem, zcela podobné ježkům (rody Echinops a Setifer). Druhý typ připomíná spíše rejsky. Jsou to malá zvířata s dlouhým, lysým ocasem a jemnou srstí (rody Geogale a Microgale). Do této skupiny patří i jeden vodní druh (Limnogale mergulus) s tuhými brvami na ocase a zadních končetinách, které mu usnadňují plavání (podobně jako u evropského rejsce vodního). Třetí typ zahrnuje rod Oryzorictes, jehož zástupci svou černou srstí, redukovanýma očima a silnými, hrabavými předními končetinami připomínají krtky. Žijí v podzemních chodbách. Všichni bodlíni mají shodný tvar hlavy s malou mozkovnou a nápadně dlouhým, štíhlým čenichem. Mají především noční aktivitu, ve večerních hodinách se vydávají za potravou, kterou tvoří především hmyz, měkkýši, žížaly a drobní obratlovci; někteří jsou všežraví. Jejich tělesná teplota není stálá, může kolísat v rozmezí až 11 °C, v nepříznivém horkém období mohou někteří upadat do letního spánku, estivace, podobného zimnímu spánku (hibernaci) našich ježků. Mnoho druhů je ve své vlasti ohroženo vyhubením.